# واکه خیشومی
مصوت خیشومی یا واکه خیشومی (مصوِّت غُنّه‌ای، واکهٔ غُنّه‌ای) (وابسته به بینی) (به انگلیسی: nasal vowel) واکه‌ای است که از طریق کم‌کردن نرم‌کام با خارج‌کردن هوا از طریق بینی، تولید می‌شوند. در مقابل واکه‌های دهانی واکه‌های معمولی هستند بدون اینکه خیشومی شوند. اصطلاح خیشومی در شرایطی که هوا به‌صورت اختصاصی و دقیق از طریق بینی بیرون نیاید، کمی می‌تواند گمراه‌کننده باشد. در اصطلاح عام، به این آواها «تودماغی» گفته می‌شود.
در بیشتر زبان‌ها واکه‌هایی (مصوِّت‌هایی) که در مجاورت حروف بی‌صدای (همخوان‌های) خیشومی هستند، تا حدودی یا به‌طور کامل با کاهش یا کم‌کردن نرم‌کام به‌صورت طبیعی جذب و با روش خیشومی تولید می‌شوند. گرچه تعدادی از سخنرانان از این موضوع اطلاع دارند.
این در مورد زبان انگلیسی این‌گونه‌است: واکه‌های خیشومی، قبلاً همخوان‌هایی بوده‌اند که خیشومی شده‌اند. اما هیچ تفاوتِ واجی بین واکه‌های خیشومی و همخوان‌های دهانی وجود ندارد و همهٔ واکه‌ها از لحاظ واج‌شناختی، دهانی تلقی شده‌اند؛ هرچند کلمه‌ای مانند ‎huh‏ با واکهٔ خیشومی تلفظ می‌شود.
در زبان‌های فرانسوی و پرتغالی، در مقابل، واکه‌های خیشومی واج‌هایی متفاوت از واکه‌های دهانی هستند. کلماتی وجود دارد که تفاوت اساسی در کیفیت صدای خیشومی یا دهانی دارند. برای مثال، کلمهٔ فرانسویِ "beau" (به‌معنی زیبا) /bo/ تلفظ می‌شود و "bon" (به‌معنی خوب) /bõ/ ادا می‌شود. تفاوت فقط در این است که اولی دهانی و بعدی خیشومی است.

## واکه‌های خیشومی زبرزنجیری و انتقالی
در زبان چینی، واکهٔ خیشومی به‌صورت مدام جریان هوا را از طریق بینی و دهان انتقال می‌دهد و تولیدکنندهٔ یک نوع صدای با کیفیت ثابتِ قابل‌تحمل است. آن یک نوع واکه خیشومی است که به‌صورت هم‌زمان و زبرزنجیری ادا می‌شود. در مقابل، در فرانسوی و پرتغالی، واکه‌ها انتقالی هستند که در آن‌ها نرم‌کام به محدودکردن گذرگاه هوای دهان منتهی می‌گردد. در زبان‌هایی که انتقال واکهٔ خیشومی دارند، عموماً واکه‌های خیشومی، کمتر از واکه‌های دهانی هستند.

## ارتفاع واکه‌ای و خیشومی‌شدگی
خیشومی‌کردن ممکن است باعث تغییر گفتار یا تغییر بیان افراد بشود. هرچند خیشومی‌کردن باعث جذب حروف همخوان خیشومی می‌شود، اما همچنین باعث خواهد شد تا شدت واکه افزایش یابد. از نظر واج‌شناسی متمایل به صدای خیشومی متمایز، با صدای پایین‌تر می‌شود. در بیشتر زبان‌ها، واکه‌ها (مصوِّت‌ها) از تمام ارتفاعات (شدت‌ها) هستند. اما در تعدادی از زبان‌ها در انتخاب اولویت‌بندی صورت گرفته‌است. به‌عنوان مثال، برای واکهٔ بلند Chamorro و برای واکهٔ کوتاه Thai.

## نگارش
زبان‌هایی که الفبایشان لاتین است، ممکن است صداهای خیشومی را به‌وسیلهٔ همخوان (صامت) n یا m نشان دهند. به‌عنوان مثال، در زبان‌های فرانسوی و پرتغالی، Bamana یا یوروبایی. از دیگر نشانه‌های تفکیک‌کننده که استفاده می‌شود (پرتغالی‌ها همچنین یک علامت مد ~ بر روی a و o‏ (ã و õ)، قبل از واکه‌ها. در زبان‌های لهستانی، ناواهو و Elfdalian از یک قلاب در قسمت زیرینِ حرف استفاده می‌کنند که ogonek نامیده می‌شود؛ مانند: ą و ę. زبان‌های دیگر ممکن است از بالانویس استفاده کنند؛ مانند: aⁿ و eⁿ. در الفبای آوانگاری بین‌المللی (IPA)، صدای خیشومی به‌وسیلهٔ علامت مد برای حروف صدادار مشخص می‌شود؛ مثلاً زبان پرتغالی.
خطوط Abugida، که بیشتر هندی‌زبان‌ها از آن استفاده می‌کنند، از نماد bindu (.) استفاده می‌کند و تغییرات آن برای علامت گذاشتن صداهای خیشومی و اتصال دماغی میان واکه‌ها (حروف بی‌صدا) کاربرد دارد.
خطوط نستعلیق، که در زبان اردو به‌کار رفته‌است، صداهای خیشومی را به‌وسیلهٔ به‌کار بردن حروف عربی (نون) علامت‌گذاری می‌کند، اما نقطهٔ آن را حذف می‌کند و آن یک نون غُنّه (noon-ghunna) یا N خیشومی نامیده می‌شود.
مصوت‌های خیشومی در عربی سنتی (قدیمی) وجود دارد، اما در متون و گفتار معاصر و عربی استاندارد وجود ندارد. راه املایی برای علامت‌گذاری مصوت‌های خیشومی وجود ندارد. اما زمانی که قرآن خوانده می‌شود، یک روش سیستماتیکِ تدریس، به‌عنوان بخشی از قواعد ضروریِ تجوید به‌کار گرفته می‌شود. صداهای دماغی معمولاً در زمانی که «ن» به «ی» ختم می‌شود، وجود دارد.